# ایسوزو ویزارد
ایسوزو ویزارد (Isuzu Wizard) خودرویی است که در سال‌های ۱۹۸۹ تا ۲۰۰۴ ساخته شده‌است.
این خودرو در کلاس کامپکت اس‌یووی قرار گرفته، طراحی آن موتور جلو، توزیع نیروی پیشران، خودرو چهار چرخ محرک بوده است.

## نگارخانه

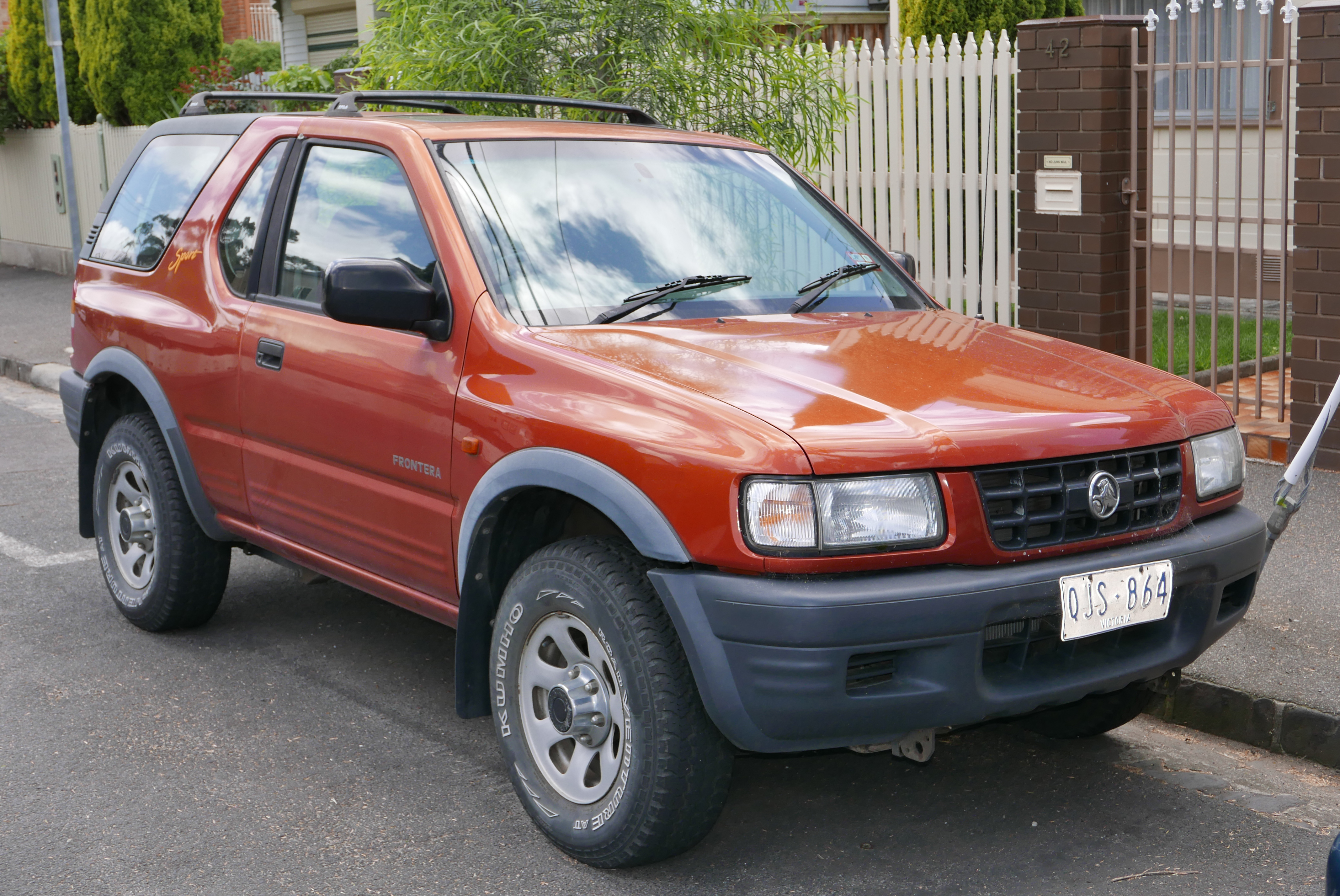
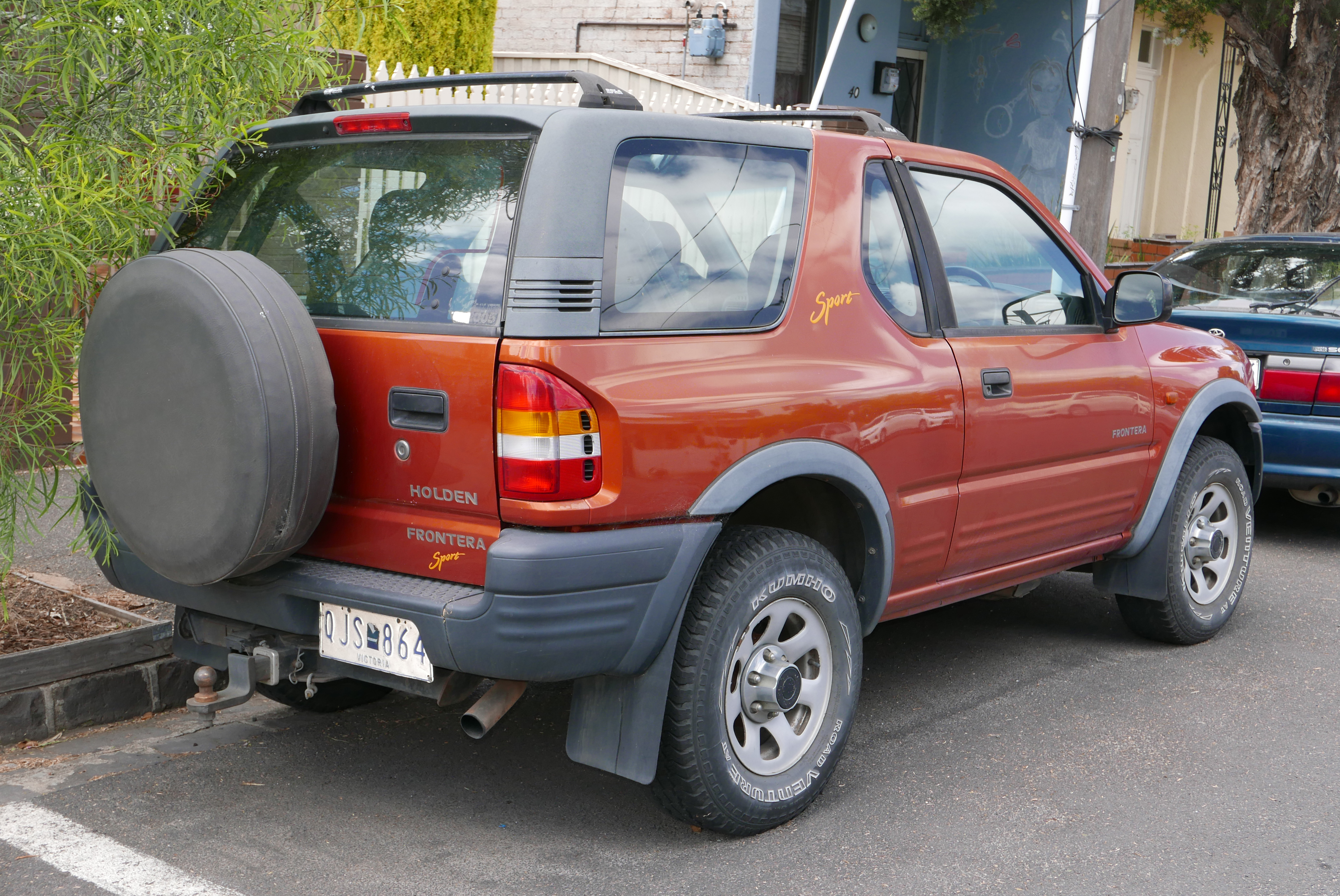
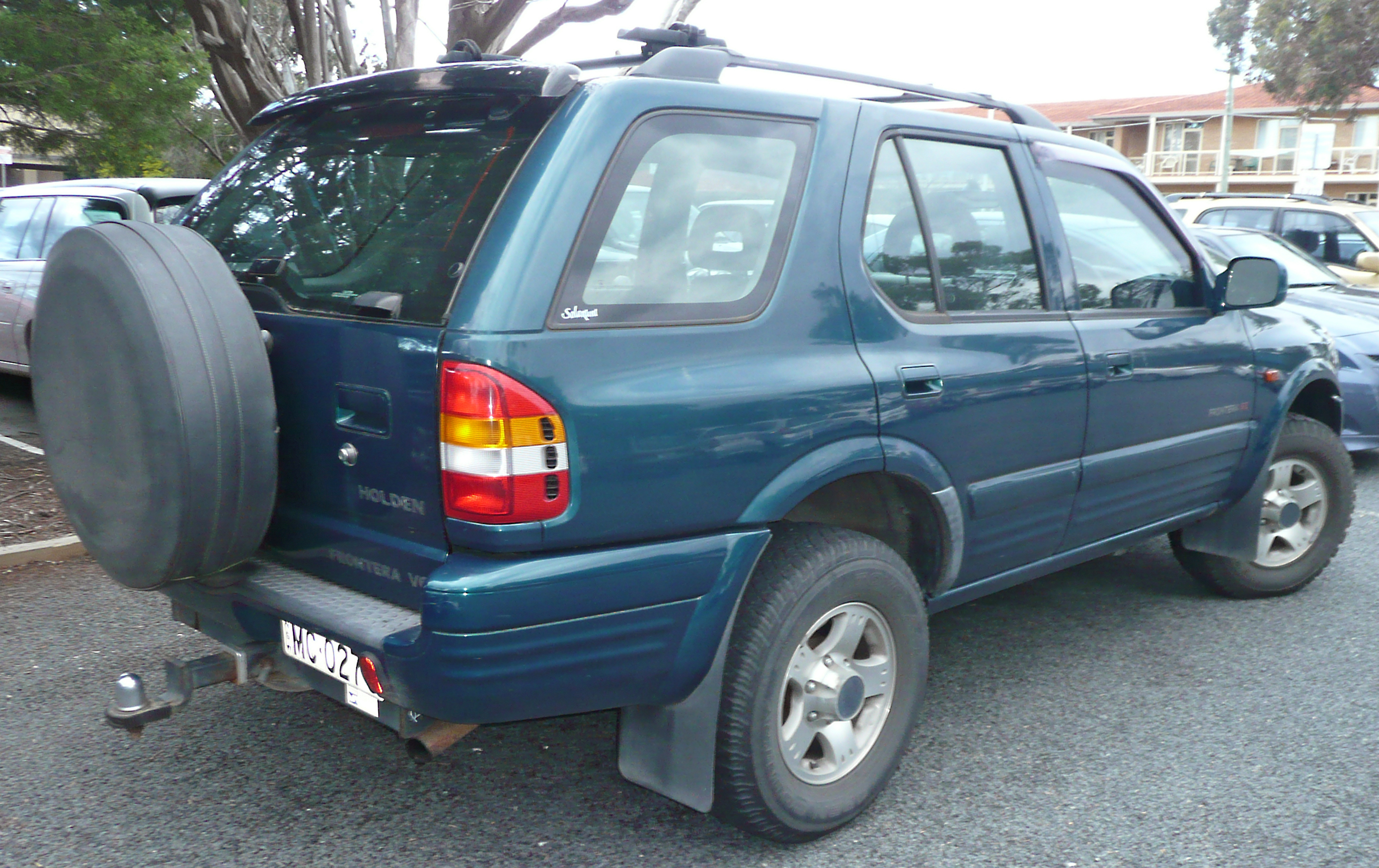